# Blodspår (album)
Bortglömda tid är det andra studioalbumet av det svenska vikingarockbandet Hel. Det släpptes 2001 av Ultima Thule Records.

## Låtlista
Alla låtar är skrivna och komponerade av Hel. 
| Nr           | Titel             | Längd |
| ------------ | ----------------- | ----- |
| 1.           | Fjärran öster     | 4:54  |
| 2.           | Frälsare svart    | 3:27  |
| 3.           | Hjältars kall     | 3:56  |
| 4.           | Engelbrekt        | 4:02  |
| 5.           | Bröders blod      | 4:15  |
| 6.           | Livsfärd i blindo | 4:48  |
| 7.           | Ont begär         | 4:05  |
| 8.           | Vargars sång      | 4:33  |
| 9.           | Res er upp        | 3:33  |
| 10.          | Tysta tankar      | 3:16  |
| Total längd: | Total längd:      | 40:49 |